# Lucius Valerius Poplicola Potitus
Lucius Valerius Poplicola Potitus was een Romeins politicus, die in 449 v.Chr. consul van de Romeinse Republiek was.
Valerius Poplicola Potitus was lid van de gens Valeria, een van de oudste patricische families in Rome. Hij werd in 449 v.Chr. samen met Marcus Horatius Barbatus verkozen tot consul. Samen met zijn medeconsul voerde hij de leges Horatiae Valeriae in. Deze wetten kwamen tot stand na de tweede secessio plebis, waarbij de plebejers Rome verlieten om de decemviri te dwingen af te treden. Dat kwam zo: in 452 v.Chr. werd in de voortdurende sociale strijd tussen de patriciërs en het volk een commissie van tienmannen aangesteld, de decemviri legibus scribundis. Tot die tijd heerste het gewoonterecht, waarbij werd rechtgesproken door een groep priesters, de pontifices. De tienmannen stelden de eerste geschreven wetten van de Romeinse Republiek op, de Leges of Lex duodecim Tabularum ofwel Twaalftafelenwet. In 450 v.Chr. werden geen consuls en volkstribunen gekozen en hadden de decemviri het imperium, de feitelijke macht over de republiek. Nadat de tienmannen waren gedwongen af te treden en de nieuwe consuls waren gekozen werd door deze wetten de invloed van het volk op de republiek hersteld.
In 446 v.Chr. werd hij samen met Mamercus Aemilius Mamercinus tot quaestor gekozen.